# Crónica de D. Pedro I (Índice)
 No quadro seguinte apresenta-se o Índice da Crónica de D. Pedro I de Fernão Lopes, ou seja, os títulos dos 44 capítulos da obra que é iniciada por um Prólogo. Para os títulos dos Capítulos usou-se a ortografia modernizada da edição de 1977 organizada por António Borges Coelho. Nas duas últimas colunas apresenta-se respectivamente o tema principal do Capítulo e, nalguns casos, um breve comentário.
| Capítulo | Título | Assunto                                                                               | Comentário                                                                     |
| -------- | --- | ------------------------------------------------------------------------------------- | ------------------------------------------------------------------------------ |
| Prólogo  | | Filosofia política. Justiça enquanto fonte de todas as virtudes                       |                                                                                |
| 1        | Do reinado de el-rei Dom Pedro, oitavo rei de Portugal e das condições que nele havia.                                                                                            | Política geral de governo. Nascimento e criação do filho bastardo D. João, futuro rei |                                                                                |
| 2        | Como el-rei de Castela mandou pelo corpo da rainha Dona Maria, sua madre, e da carta que enviou a el-rei de Portugal, seu tio.                                                    | Relações luso-castelhanas                                                             |                                                                                |
| 3        | Das cartas que o Papa Papa e el-rei de Aragão enviaram a el-rei de Portugal sobre a morte de el-rei seu padre.                                                                    | Papa. Relações internacionais                                                         |                                                                                |
| 4        | Da maneira que el-rei D. Pedro tinha nos desembargos de sua casa. | Governo. Finanças Públicas                                                            |                                                                                |
| 5        | De algumas cousas que el-rei Dom Pedro ordenou por bem de Justiça e prol de seu povo.                                                                                             | Justiça. Economia                                                                     |                                                                                |
| 6        | Como el-rei mandou degolar dois seus criados porque roubaram um judeu e o mataram.                                                                                                | Justiça                                                                               |                                                                                |
| 7        | Como el-rei quisera meter um bispo a tormento porque dormia com uma mulher casada.                                                                                                | Justiça                                                                               | Justiça não aplicada no caso de um membro do alto clero.                       |
| 8        | Como el-rei mandou capar um seu escudeiro, porque dormiu com uma mulher casada.                                                                                                   | Justiça                                                                               |                                                                                |
| 9        | Como el-rei mandou queimar a mulher de Afonso André e de outras justiças que mandou fazer ele.                                                                                    | Justiça                                                                               |                                                                                |
| 10       | Como el-rei mandava matar o almirante e da carta que lhe enviou o duque e Comum de Génova, rogando por ele.                                                                       | Justiça                                                                               | Justiça não aplicada no caso de um membro da alta nobreza, Lançarote Pessanha. |
| 11       | Das moedas que el-rei Dom Pedro fez e da valia do oiro e da prata naquele tempo.                                                                                                  | Finanças públicas                                                                     |                                                                                |
| 12       | Da maneira que os reis tinham para fazer tesouros, e acrescentar neles. | Finanças públicas                                                                     |                                                                                |
| 13       | Por que guisa el-rei Dom Pedro de Castela começou de juntar tesouro. | Reino de Castela                                                                      | Possível uso das "Crónicas" de Pero López de Ayala                             |
| 14       | Como el-rei fez conde e armou cavaleiro João Afonso Telo, e da grão festa que lhe fez.                                                                                            | Alta Nobreza                                                                          |                                                                                |
| 15       | Das avenças que el-rei de Castela e el-rei Dom Pedro de Portugal firmaram entre si, e como lhe el-rei de Portugal prometeu de fazer ajuda contra Aragão.                          | Relações luso-castelhanas                                                             |                                                                                |
| 16       | De algumas pessoas que el-rei D. Pedro de Castela mandou matar, e como casou com a rainha Dona Branca e a deixou.                                                                 | Reino de Castela                                                                      | idem                                                                           |
| 17       | Como se começou o desvario entre el-rei Dom Pedro de Castela e o conde Dom Henrique, seu irmão, e qual foi o azo porque o conde foi fora do Reino.                                | Reino de Castela / Reino de Aragão                                                    | Idem                                                                           |
| 18       | Como e por qual azo se começou a guerra entre Castela e Aragão. | Reino de Castela / Reino de Aragão                                                    | Idem                                                                           |
| 19       | Como el-rei de Castela entrou por Aragão e das cousas que fez neste ano. | Reino de Castela / Reino de Aragão                                                    | Idem                                                                           |
| 20       | Como el-rei Dom Pedro fez matar o mestre de São Tiago Dom Fradique seu irmão no alcácer de Sevilha.                                                                               | Reino de Castela                                                                      | Idem                                                                           |
| 21       | Como el-rei partiu de Sevilha por tomar Dom Telo seu irmão, para o matar; e como matou o infante Dom João seu primo.                                                              | Reino de Castela                                                                      | Idem                                                                           |
| 22       | Como foi quebrada a trégua de um ano que havia entre os reis e como el-rei Dom Pedro juntou armada por fazer guerra a Aragão.                                                     | Reino de Castela / Reino de Aragão                                                    | Idem                                                                           |
| 23       | Como veio o cardeal de Bolonha para fazer paz entre el-rei de Castela e el-rei de Aragão e os não pôde pôr de acordo.                                                             | Reino de Castela / Reino de Aragão                                                    | Idem                                                                           |
| 24       | Como el-rei de Castela enviou pedir ajuda de galés a el-rei de Portugal, e como partiu com sua frota por fazer guerra a Aragão.                                                   | Relações luso-castelhanas/ Reino de Castela / Reino de Aragão                         | Idem                                                                           |
| 25       | Como se partiu o almirante de Portugal com as dez galés e como el-rei Dom Pedro desarmou a frota; e de outras cousas.                                                             | Relações luso-castelhanas                                                             |                                                                                |
| 26       | Como o cardeal de Bolonha quisera tratar paz entre os reis e não pôde, e como as gentes d´el-rei Dom Pedro pelejaram com o conde e o desbarataram.                                | Reino de Castela/ Reino de Aragão                                                     | Idem                                                                           |
| 27       | Como el-rei Dom Pedro de Portugal disse por Dona Inês que fora sua mulher recebida e da maneira que nisso teve.                                                                   | Inês de Castro                                                                        |                                                                                |
| 28       | Do testemunho que alguns deram no casamento de Dona Inês, e das razões que sobre isso propôs o conde Dom João Afonso.                                                             | Inês de Castro                                                                        |                                                                                |
| 29       | Razões contra isto, de alguns que aí estavam, duvidando muito neste casamento. | Relações luso- castelhanas/Inês de Castro                                             |                                                                                |
| 30       | Como os reis de Portugal e de Castela fizeram entre si avença, que entregassem um ao outro, alguns que andavam seguros em seus reinos.                                            | Relações luso- castelhanas/Inês de Castro                                             |                                                                                |
| 31       | Como Diogo Lopes Pacheco escapou de ser preso e foram entregues os outros e logo mortos cruelmente.                                                                               | Inês de Castro                                                                        |                                                                                |
| 32       | De algumas cousas que el-rei Dom Pedro de Castela mandou fazer e como fez paz com el-rei de Aragão entrando em seu reino.                                                         | Reino de Castela/ Reino de Aragão                                                     | Idem                                                                           |
| 33       | De algumas entradas que el-rei este ano fez no Reino Nacérida de Granada e como el-rei Vermelho se veio pôr em seu poder, cuidando de ser seguro e el-rei o mandou matar.         | Reino de Castela/ Reino de Granada                                                    | Idem                                                                           |
| 34       | Das avenças que el-rei de Castela fez com el-rei de Aragão, entrando em seu reino, e como as depois não quis guardar.                                                             | Reino de Castela/ Reino de Aragão                                                     | Idem                                                                           |
| 35       | Como el-rei Dom Pedro entrou outra vez em Aragão com sua frota de naus e galés, e das cousas que ali fez.                                                                         | Reino de Castela/ Reino de Aragão                                                     | Idem                                                                           |
| 36       | Como o conde Dom Henrique entrou por Castela com muitas companhas, e foi alçado por rei; e como el-rei Dom Pedro mandou desamparar todos os lugares que em Aragão tinha filhados. | Reino de Castela/ Reino de Aragão                                                     | Idem                                                                           |
| 37       | Como el-rei Dom Pedro de Castela enviava uma sua filha a Portugal, e como ele partiu de Sevilha com temor que houve dos da cidade.                                                | Relações luso- castelhanas/ Reino de Castela                                          |                                                                                |
| 38       | De como el-rei Dom Pedro de Castela fez saber a seu tio que era em seu reino e como el-rei se escusou de o ver e lhe fazer ajuda.                                                 | Relações luso- castelhanas                                                            |                                                                                |
| 39       | Como el-rei de Castela partiu de Coruche e se foi de Portugal; e quais enviaram em sua companha.                                                                                  | Relações luso- castelhanas                                                            |                                                                                |
| 40       | Como el-rei Dom Pedro chegou a Galiza, e matou o arcebispo de São Tiago, e se foi para Inglaterra.                                                                                | Reino de Castela                                                                      | Idem                                                                           |
| 41       | Como el-rei Dom Henrique chegou a Sevilha, e da aliança que fez com el-rei de Portugal.                                                                                           | Relações luso- castelhanas                                                            |                                                                                |
| 42       | Como el-rei de Portugal enviou seus embaixadores a casa do Príncipe de Gales, para se desculpar do que el-rei Dom Pedro dizia.                                                    | Aliança luso-britânica                                                                |                                                                                |
| 43       | Como Dom João, filho de el-rei Dom Pedro de Portugal, foi feito mestre de Avis.                                                                                                   | Casa real; Dom João I                                                                 |                                                                                |
| 44       | Como foi trasladada Dona Inês para o Mosteiro de Alcobaça e da morte d´el-rei Dom Pedro.                                                                                          | Inês de Castro                                                                        |                                                                                |